# Sân vận động Olympic Atatürk
Sân vận động Olympic Atatürk (tiếng Thổ Nhĩ Kỳ: Atatürk Olimpiyat Stadı, phát âm [aˈtaˌtyɾc]) là một sân vận động ở Istanbul, Thổ Nhĩ Kỳ. Nằm ở İkitelli, một quận ở ngoại ô phía tây Istanbul, đây là sân vận động có sức chứa lớn nhất của Thổ Nhĩ Kỳ. Sân vận động được đặt theo tên của Mustafa Kemal Atatürk, người sáng lập và Tổng thống đầu tiên của Cộng hòa Thổ Nhĩ Kỳ. Việc xây dựng của sân bắt đầu vào năm 1999 và được hoàn thành vào năm 2002. Sân được xây dựng cho nỗ lực thất bại của Thổ Nhĩ Kỳ trong việc giành quyền đăng cai Thế vận hội 2008 mà cuối cùng đã được trao cho Bắc Kinh. Chi phí xây dựng sân vào khoảng 140 triệu USD.
Với sức chứa 76.761 (toàn bộ chỗ ngồi) và kích thước Olympic, sân đã được UEFA cấp danh hiệu "tổ hợp thể thao 5 sao" vào năm 2004, cho phép sân tổ chức các trận chung kết các sự kiện của UEFA. Trận chung kết UEFA Champions League 2005 giữa Milan và Liverpool đã được tổ chức tại sân vận động Olympic Atatürk vào ngày 25 tháng 5 năm 2005. Sân vận động này cũng được IAAF và IOC chứng nhận là địa điểm hạng nhất để theo dõi điền kinh, và đã tổ chức một số giải đấu điền kinh châu Âu. Ban đầu, sân vận động dự kiến sẽ tổ chức trận chung kết Champions League thứ hai vào ngày 30 tháng 5 năm 2020, nhưng do đại dịch COVID-19, trận đấu đã bị hoãn và sau đó được dời lại sang tháng 8 tại Sân vận động Ánh sáng ở Lisboa, Bồ Đào Nha sau những cánh cửa đóng kín; sân vận động sau đó được chọn để tổ chức trận chung kết năm 2021, nhưng trận đấu một lần nữa được chuyển sang Bồ Đào Nha, lần này là tại Sân vận động Dragão ở Porto. Sân dự kiến sẽ tổ chức trận chung kết UEFA Champions League 2023.
Câu lạc bộ bóng đá Süper Lig Istanbul BB đã sử dụng địa điểm này làm sân nhà của họ cho đến khi họ chuyển đến sân vận động Başakşehir Fatih Terim vào năm 2014. Galatasaray đã chơi các trận đấu trên sân nhà của mình tại sân vận động Olympic Atatürk trong mùa giải bóng đá 2003-04, trong khoảng thời gian cải tạo sân vận động Ali Sami Yen. Galatasaray cuối cùng đã trở lại Ali Sami Yen cho mùa giải 2004-05, nhưng đã chơi các trận đấu vòng bảng UEFA Champions League 2006-07 tại sân vận động Olympic Atatürk. Sivasspor cũng đã chơi một số trận đấu tại sân nhà trong giải Süper Lig tại Sân vận động Olympic Atatürk do điều kiện thời tiết xấu trong sân vận động ban đầu của họ. Beşiktaş đã sử dụng đấu trường trong mùa giải 2013-14 để chơi hầu hết các trận đấu trên sân nhà của họ, với lý do giống như của Galatasaray, trong khi sân vận động riêng của họ, Vodafone Arena, đang được xây dựng.

## Thiết kế và xây dựng
Sân vận động Olympic Atatürk Istanbul ban đầu được hình thành cho việc đấu thầu Thế vận hội 2008 của thành phố.
Hai mái che bằng thép của sân vận động (nặng 2.800 tấn và 1.300 tấn) được sản xuất bởi Nhà máy chế tạo kết cấu thép Tekfen tại Ceyhan, Adana. Mái che phía tây, được thiết kế dưới dạng hình lưỡi liềm và chủ yếu được cấu thành từ một giàn chính 1.000 tấn gọi là giàn lớn, được hỗ trợ bởi hai trục bê tông cốt thép với nhịp dài 196 m.
Với 134 lối vào và 148 cổng thoát, Sân vận động Olympic cho phép 80.000 khán giả sơ tán trong vòng 7,5 phút trong trường hợp khẩn cấp. Hai sân phụ (cho mục đích khởi động / huấn luyện) được nối trực tiếp với Sân vận động Olympic bằng một đường hầm dưới lòng đất.
Thiết kế và cơ sở hạ tầng kỹ thuật của Sân vận động Olympic đảm bảo tầm nhìn tối ưu từ tất cả các khán đài; một mức âm thanh đồng nhất (102 decibel) với hệ thống loa hiện đại và ánh đèn có độ sáng 1.400 lux bao trùm tất cả các khu vực của sân vận động.
Một trung tâm thương mại rộng 42.200 m² nằm dưới mái che phía tây, với chiều dài mặt tiền 450 m và tổng cộng 6 tầng (3 tầng dưới mặt đất).

## Cơ sở vật chất[3]
- Khai quật & san lấp: 3.700.000 m³
- Cọc mini: 2.240 đơn vị
- Bê tông (đúc tại chỗ): 60.000 m³

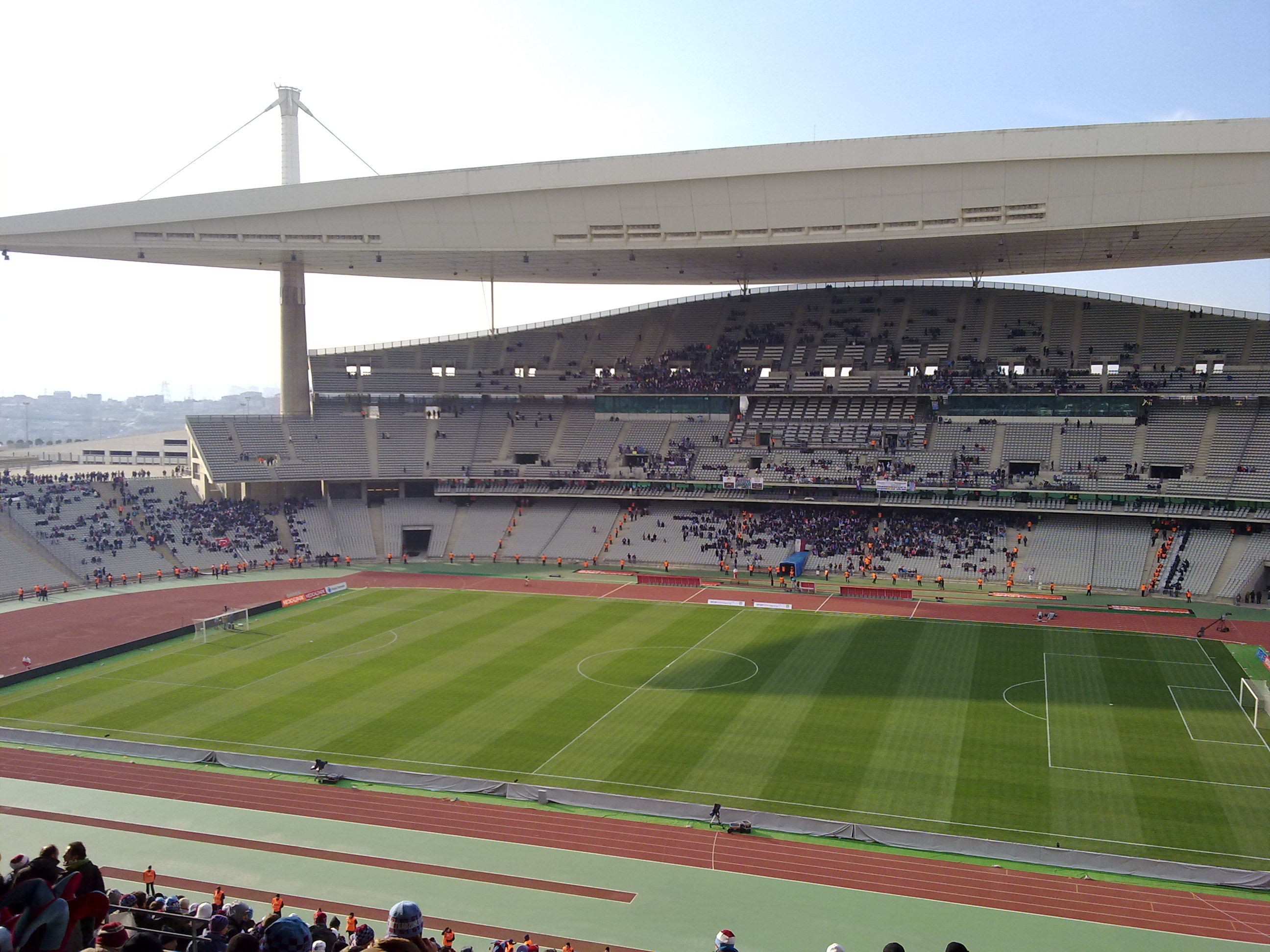
Sân vận động Olympic Atatürk

- Bê tông (bê tông đúc sẵn): 11.000 m³
- Cốt thép: 7.400 tấn
- Ứng suất & cáp treo: 40 tấn
- Kết cấu thép: 5.400 tấn
- Tấm lợp & ốp: 52.000 m²
- Mặt đường: 90.000 m²
- Tòa nhà thương mại / cơ sở 42.200 m²,
- Nhà hát Amphi với sức chứa 300 chỗ ngồi,
- Hai bãi đỗ xe trên cao với tổng sức chứa 400 xe,
- 36 phòng nghỉ riêng tư được trang bị đầy đủ TV, bàn họp, ghế bành thoải mái và quầy bar (đồ uống / đồ ăn nhẹ) với ghế đẩu cao,
- Mỗi khu vực có điểm truy cập, giải khát, sơ cứu và nhà vệ sinh riêng,
- Tất cả các dải phân cách khu vực tuân thủ các tiêu chuẩn an toàn quốc tế mới nhất.
- Mặt sân bên trong đường chạy điền kinh là một mặt sân Hatko Hybrid Grass.[7]

## Cải tạo

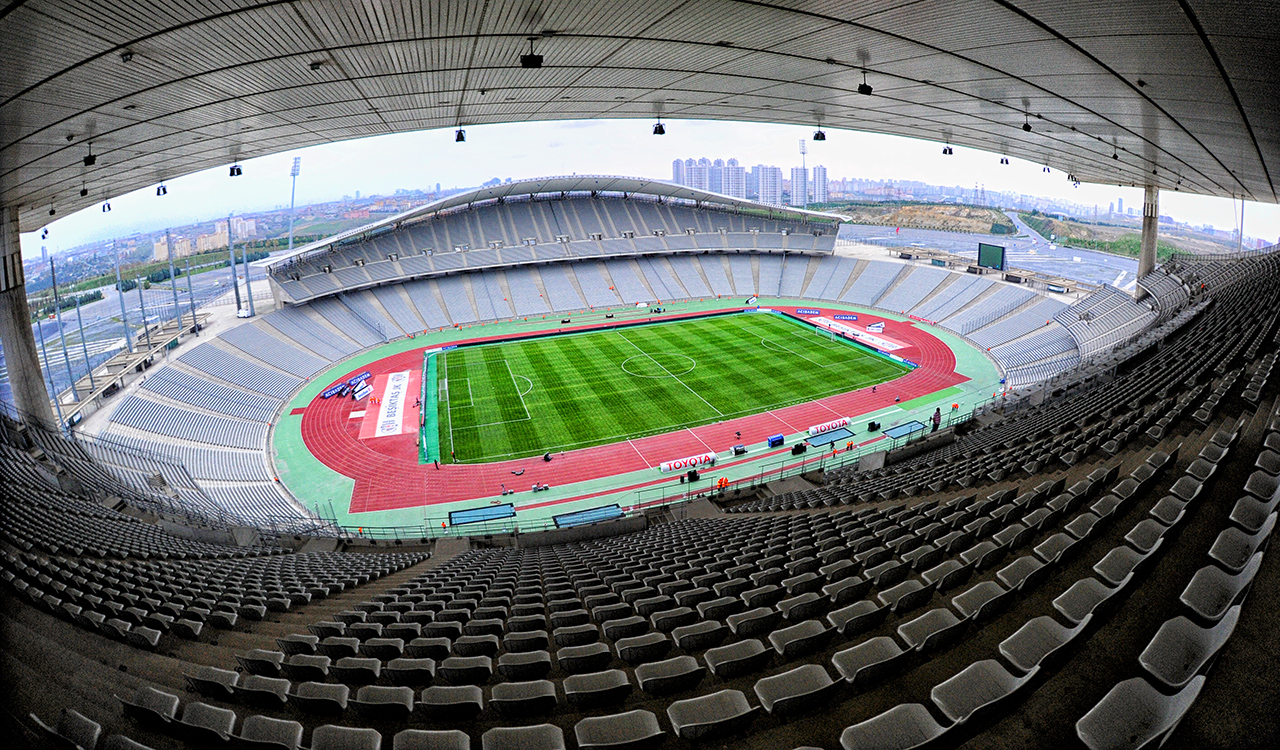
Sân vận động sau khi được cải tạo

### Chung kết UEFA Champions League 2005
Trận chung kết UEFA Champions League 2005 là trận đấu cuối cùng của UEFA Champions League 2004–05, giải đấu bóng đá cấp câu lạc bộ chính của châu Âu. Sự kiện đã được diễn ra với trận đấu giữa Liverpool F.C. của Anh và A.C. Milan của Ý tại Sân vận động Olympic Atatürk ở Istanbul, Thổ Nhĩ Kỳ, vào ngày 25 tháng 5 năm 2005.
Từ năm 2002 đến 2005, sân vận động có sức chứa 80.597 người (tất cả các chỗ ngồi). Con số này sau đó đã giảm xuống còn 76.092 người (tất cả các chỗ ngồi) bằng cách loại bỏ các ghế ở nơi không thể nhìn thấy toàn bộ sân, trước trận chung kết UEFA Champions League 2005.

### Các kế hoạch của Giải vô địch bóng đá châu Âu 2016
Sân vận động là một phần của cuộc đấu thầu Giải vô địch bóng đá châu Âu 2016 của Thổ Nhĩ Kỳ. Để đáp ứng mọi yêu cầu của UEFA về việc có thể tổ chức giải vô địch bóng đá Euro 2016, các nhà chức trách đã lên kế hoạch tiến hành các công trình tái thiết lớn trên sân vận động này. Nó đã được lên kế hoạch để nâng sức chứa của sân vận động lên hơn 90.000 khán giả và trở thành sân vận động lớn nhất thế giới với mọi chỗ ngồi đều được che phủ. Để tăng công suất thực và tổng công suất lên lần lượt là 81.106 người và 94.555 người, sân sẽ được hạ xuống 2,15 mét. Để tạo sự thuận tiện tốt hơn cho khách VIP và giới truyền thông, tất cả các khu vực khách sạn hiện có ở tầng 3 và 4 sẽ được mở rộng. Hơn nữa, 12 hộp mới đã được lên kế hoạch để thêm vào khán đài phía tây và 32 hộp cho khán đài phía đông để bổ sung vào số lượng 36 hộp bầu trời hiện tại; tạo ra tổng cộng 80 hộp bầu trời sau khi xây dựng lại.

### Chung kết UEFA Champions League thứ hai
Trận chung kết UEFA Champions League 2020 dự kiến sẽ được diễn ra tại sân vận động vào ngày 30 tháng 5 năm 2020. Tuy nhiên trận chung kết đã bị hoãn lại do đại dịch COVID-19 tại châu Âu và sau đó được chuyển đến Sân vận động Ánh sáng, Lisboa. Sân được lên kế hoạch sẽ tổ chức trận chung kết mùa sau, tuy nhiên đã bị UEFA dời lại vào ngày 13 tháng 5 năm 2021 do đại dịch COVID-19 tại Thổ Nhĩ Kỳ. Vào ngày 16 tháng 7 năm 2021, UEFA thông báo rằng sân vận động này sẽ tổ chức trận chung kết UEFA Champions League 2023.

### Các kế hoạch của Giải vô địch bóng đá châu Âu 2024
Đối với đấu thầu Giải vô địch bóng đá châu Âu 2024, Liên đoàn bóng đá Thổ Nhĩ Kỳ đã lên kế hoạch xây dựng lại sân vận động. Các khán đài sẽ gần sân hơn, biến nó thành một sân vận động bóng đá. Bởi vì việc loại bỏ đường chạy điền kinh, điều này có thể đã chấm dứt triển vọng của Thổ Nhĩ Kỳ cho một Thế vận hội Mùa hè trong tương lai. Việc xây dựng lại được thực hiện bởi công ty kiến trúc AFL Architects của Anh có trụ sở tại Manchester. Cuối cùng, giải đấu Euro 2024 đã được trao cho Đức.

## Buổi hòa nhạc

### U2 360° Tour
Vào ngày 6 tháng 9 năm 2010, ban nhạc rock Ireland nổi tiếng U2 đã tổ chức một buổi hòa nhạc tại sân vận động, thu hút 54.278 người hâm mộ, như một phần của U2 360° Tour của họ, tiết mục mở màn được biểu diễn bởi nhóm Snow Patrol.

## Kỷ lục
| Hạng | Khán giả | Ngày                | Trận đấu                                  |
| ---- | -------- | ------------------- | ----------------------------------------- |
| 1    | 79.414   | 31 tháng 7 năm 2002 | Galatasaray SK – Olympiacos CFP           |
| 2    | 77.512   | 22 tháng 9 năm 2013 | Beşiktaş JK – Galatasaray SK              |
| 3    | 71.334   | 21 tháng 9 năm 2003 | Galatasaray SK – Fenerbahçe SK            |
| 4    | 71.230   | 12 tháng 9 năm 2006 | Galatasaray SK – FC Girondins de Bordeaux |
| 5    | 69.000   | 25 tháng 5 năm 2005 | A.C. Milan – Liverpool F.C.               |
| 6    | 66.300   | 13 tháng 8 năm 2003 | Galatasaray SK – PFC CSKA                 |
| 7    | 65.110   | 19 tháng 3 năm 2015 | Beşiktaş JK – Club Brugge KV              |
| 8    | 63.324   | 26 tháng 2 năm 2015 | Beşiktaş JK – Liverpool F.C.              |
| 9    | 62.620   | 9 tháng 8 năm 2003  | Galatasaray SK – Diyarbakırspor           |
| 10   | 60.747   | 29 tháng 8 năm 2013 | Beşiktaş J.K. – Tromsø IL                 |